# Polo (Unternehmen)
Die Polo Motorrad und Sportswear GmbH (Eigenschreibweise: POLO) ist ein deutsches Unternehmen mit Sitz in Jüchen. Das Unternehmen vertreibt Motorradbekleidung, -zubehör und -technik. Das Unternehmen betreibt 90 Einzelhandelsfilialen in Deutschland, Österreich und der Schweiz. Hinzu kommt der Online-Versandhandel, der über das Zentrallager am Firmenstandort Jüchen abgewickelt wird.
Das deutsche Unternehmen ist Gesellschafter der polo group GmbH. Zu dieser Unternehmensgruppe gehören außerdem der französische Anbieter für Motorradausrüstung Motoblouz und das britische Unternehmen Sportsbikeshop.

## Geschichte
Der Polo Expressversand wurde im März 1980 von Klaus Esser und Ulrich Kues in Willich-Schiefbahn gegründet. Das Sortiment beschränkte sich zunächst auf vier Jacken, drei Hosen und zwei Paar Handschuhe. Dabei erfolgte die Vermarktung der Produkte über Prospekte und Zeitungsbeilagen.
Im Mai 1980 eröffneten Esser und Kues ein Geschäft auf der „Bikermeile“ in Düsseldorf. Die Kollektion umfasste 1981 erstmals Helme und Stiefel.
Steigende Motorrad-Zulassungen sowie das starke Wachstum der Motorradbranche begünstigten in den 80er Jahren das schnelle Wachstum des Unternehmens. Daher verlegte die Firma 1983 ihren Sitz nach Viersen in größere Räumlichkeiten.
1984 erschien der erste eigene Katalog für Motorradkleidung. Dem Geist der Zeit entsprechend, bestimmten Lederjacken und Lederhosen das Sortiment. Darüber hinaus erweiterte das Unternehmen im Laufe des Jahres das Angebot um die Bereiche Zubehör, Technik, Verschleiß- und Ersatzteile.

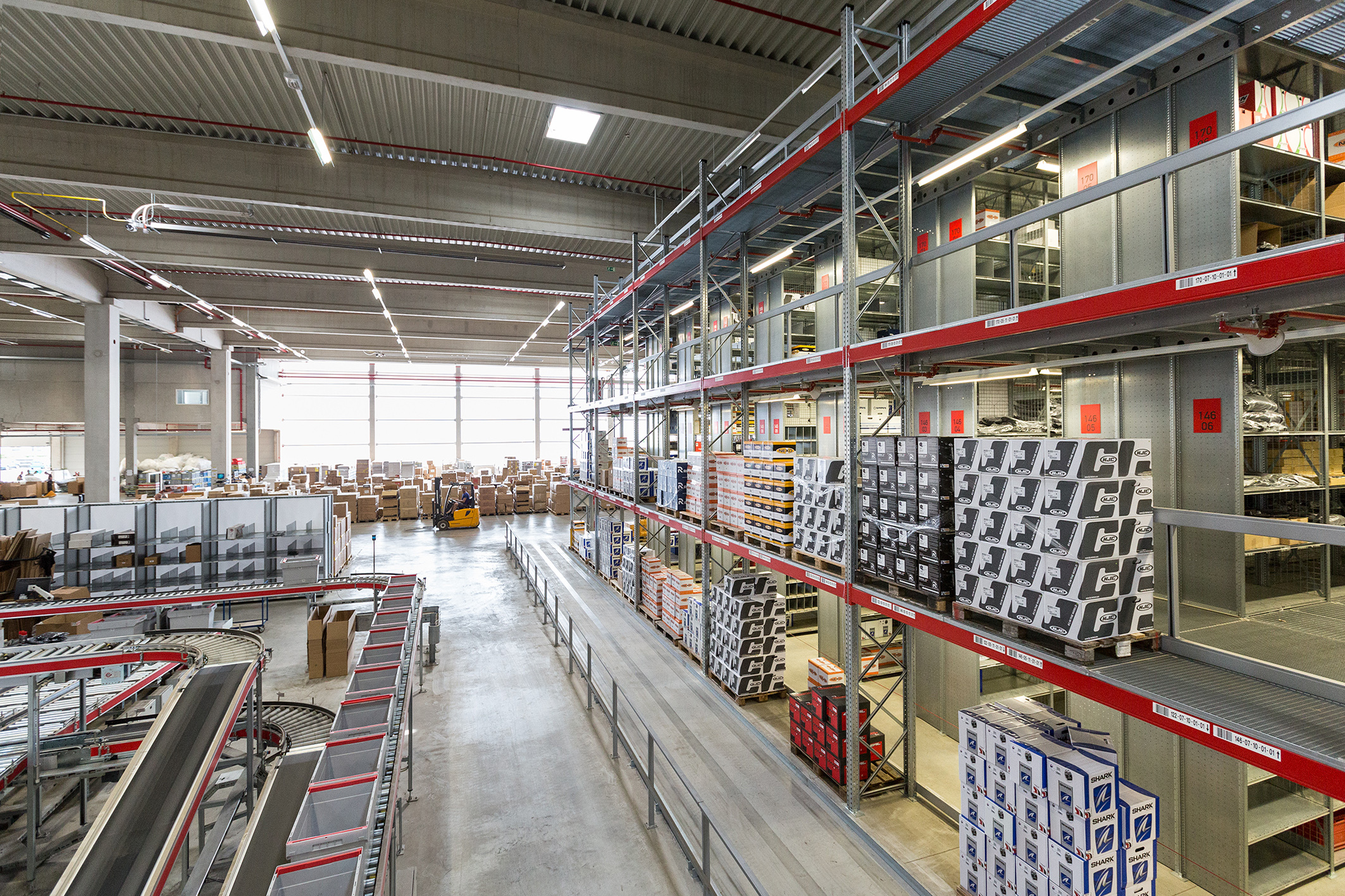
POLO Zentrallager in Jüchen

Im Jahr 1985 begann für das Unternehmen die erste Saison als Vollsortimenter. Erstmals enthielt der Jahreskatalog das gesamte Polo-Warenangebot.
Die Zentrale zog 1996 mit Verwaltung, Lager und Logistik nach Düsseldorf um.
2008 wurde der Neubau der Europazentrale in Jüchen abgeschlossen. Die Zentrale umfasst Lager, Versand, Verwaltung, Store, Lagerverkauf und Gastronomie. Aus dem Zentrallager versorgt Polo die Filialen in Deutschland und in der Schweiz mit Waren. Das neue Firmengelände hat eine Gesamtfläche von rund 80.000 Quadratmetern.
Das Unternehmen meldete 2011 Insolvenz an. Im Jahr darauf kauften die Beteiligungsgesellschaften Paragon Partners mit Sitz in München, Tempus Capital mit Sitz in Königstein (Taunus) und ein britischer Privatinvestor die Polo Motorrad und Sportswear GmbH. Im Zeitraum von 2012 bis 2015 wurde das Unternehmen umfassend umstrukturiert und reorganisiert. Das Unternehmen verzeichnete in der Folge ein deutliches Umsatzwachstum.
Im Februar 2015 verkauften die Finanzinvestoren Polo Motorrad an die britische Private-Equity-Gesellschaft Equistone Partners Europe.
Im Jahr 2015 eröffnete das Unternehmen seine ersten Stores in Österreich.

## Produkte und Eigenmarken
Das Unternehmen entwickelt und testet in der hauseigenen Design-Abteilung Jacken, Hosen, Handschuhe und Stiefel für Motorrad und Freizeit. Viele Produkte sind zudem vom TÜV zertifiziert. Hinter diesem Qualitäts-Prozess stecken komplexe Prüfkriterien, die es zu erfüllen gilt. Das Polo-Sortiment umfasst mehr als 65.000 Artikel von über 450 Marken in den Segmenten Motorradbekleidung, Motorsportausrüstung, Helme, Zubehör, Technik, Werkzeug, Camping, Gepäck, Freizeitbekleidung, Bücher und Geschenkartikel. Neben zahlreichen Eigenmarken bietet der Motorradausstatter ein breites Angebot an renommierten Handelswaren. Hinzu kommt der Onlinehandel mit einer Bike-Datenbank. In dieser sind mehr als 3.700 Motorrad-, Roller- und Quad-Modelle mit rund 280.000 Datensätzen verzeichnet.
Zu den Eigenmarken der Polo Motorrad und Sportswear Gruppe gehören:
- Helme: Nexo, Craft
- Bekleidung und Schuhe: FLM, Firefox, Drive, Pharao, Thermoboy, Spirit Motors, Mohawk, Road, Hellfire, Reusch, DXR
- Protektoren: Safe Max
- Technik und Ausrüstung: POLO, Bikecare, Hi-Q, Hi-Q Tools, Qbag, Hashiru, Racing Dynamic, Hi-Q Bike Security